# Împăratul Daoguang
Împăratul erei Daoguang (Tao-Kuang împăratul ), (n. 16 septembrie 1782, Dongcheng District⁠(d), Beijing, Dinastia Ming – d. 25 februarie 1850, Old Summer Palace⁠(d), Beijing, Dinastia Ming) a fost al optulea împărat de dinastiei manciuriene și al șaselea împărat Qing care a domnit peste China între 1820-1850. Domnia sa a fost marcată de "dezastru extern și rebeliune internă", precum, de Primul Război al Opiului, și începutul Rebeliunii Taiping, conflicte ce aproape au distrus  dinastia. Istoricul Jonathan Spence îl caracterizează pe Daoguang ca un "bine intenționat, dar un om ineficient, care a promovat funcționari ce au prezentat o vedere puristă, chiar dacă nu au avut nimic de spus despre problemele interne și externe din jurul dinastiei".

## Familie
- Împărăteasa Xiaomucheng, din clanul Niohuru (1781 – 17 februarie 1808)

- Împărăteasa Xiaoshencheng, din clanul Tunggiya ( 5 iulie 1792 – 16 iunie 1833)
  - Printesa Duanmin de Rang Intai (29 Iulie 1813 – 7 Decembrie 1819), prima fiica
- Împărăteasa Xiaoquancheng, din clanul Niohuru (24 martie 1808 – 13 februarie 1840)
  - Avort Spontan (2 Ianuarie 1824)
  - Printesa Duanshun de Rang Intai ( 8 Aprilie 1825 – 27 Decembrie 1835), a treia fiica
  - Princess Shou'an de Rang Intai (12 Mai 1826 – 24 Martie 1860),a patra fiica
  - Yizhu, Imparatul Xianfeng (17 Iulie 1831 – 22 August 1861), al patrulea fiu
- Imparateasa Xiaojingcheng, din clanul Khorchin Borjigit (19 iunie 1812 – 21 august 1855)
  - Yigang, Printul Shunhe de Rang Secund (22 Noiembrie 1826 – 5 Martie 1827), al doilea fiu
  - Avort Spontan la patru luni (28 iunie 1828)
  - Yiji, Printul Huizhi de Rang Secund ( 2 Decemberie 1829 – 22 Ianuarie 1830), al treilea fiu
  - Prințesa Shou'en de Rang Intai (20 ianuarie 1831 – 15 mai 1859), a șasea fiică
  - Yixin, Prințul Gong Zhong de Rangul Intai (11 ianuarie 1833 – 29 mai 1898), al șaselea fiu
- Consoarta nobilă imperială Zhuangshun, din clanul Uya (29 Noiembrie 1822 – 12 Decembrie 1866)
  - Yixuan, Print Chun Xian de Rang Intai  (16 Octoberie 1840 – 1 Ianuarie 1891), al saptelea fi
  - Printesa Shouzhuang de Rang Intai (24 Martie 1842 – 11 Martie 1884), a noua fiica
  - Yihe, Princtul Zhong Duan de Rang Secund (14 Martie 1844 – 17 Decembrie 1868), al optulea fiu
  - Yihui, Printul Fu Jing de Rang Secund (15 Noiembrie 1845 – 22 Martie 1877), al noulea fiu
  - Avort Spontan (1848)
- Nobila Consoarta Tong, din clanul Šumuru (3 iunie 1817 – 9 noiembrie 1875)
  - A șaptea fiică (30 iulie 1840 – 27 ianuarie 1845)
  - Prințesa Shouxi de Rang Secund (7 ianuarie 1842 – 10 septembrie 1866), a opta fiică
  - A zecea fiică (4 mai 1844 – 26 februarie 1845)
- Nobila Consoarta Jia, din clanul Gogiya ( 21 noiembrie 1816 – 24 mai 1890)
- Nobila Consoarta Cheng, din clanul Niohuru (10 martie 1813 – 10 mai 1888)
- Consoarta He, din clanul Hoifa Nara (d. 18 mai 1836)
  - Yiwei, Prințul Yinzhi de rangul Secund (16 mai 1808 – 23 mai 1831), primul fiu
- Consoarta Xiang, din clanul Niohuru ( 9 februarie 1808 – 15 februarie 1861)
  - A doua fiică (2 martie 1825 – 27 august 1825)
  - Prințesa Shouzang de Rangul Secund (15 noiembrie 1829 – 9 august 1856), a cincea fiică
  - Yicong, Prințul Dun Qin de Rangul Intai (23 iulie 1831 – 18 februarie 1889), al cincilea fiu

1. ↑  China Biographical Database
2. ↑  chineză: 道光帝; pinyin: Daoguang Di, Wade-Giles: Tao4-kuang1 Ti4; 

Manciu: ᡩᠣᡵᠣ ᡝᠯᡩᡝᠩᡤᡝ, Doro Eldengge Hūwangdi